# ناحیه عین ولمان
ناحیه عین ولمان (به عربی: دائرة عین ولمان) یک ناحیه‌ در الجزایر است که در استان سطیف واقع شده‌است.